# Слободка (Спас-Деменський район)
Слободка (рос. Слободка) — присілок в Спас-Деменському районі Калузької області Російської Федерації.
Населення становить 15 осіб. Входить до складу муніципального утворення Село Чипляєво.

## Історія
Від 2004 року входить до складу муніципального утворення Село Чипляєво

## Населення
| 2002 | 2007 | 2010 |
| ---- | ---- | ---- |
| 23   | ↘22  | ↘15  |